# Samuele Ceccarelli
Samuele Ceccarelli (ur. 9 stycznia 2000 w Massie) – włoski lekkoatleta, sprinter, halowy mistrz Europy.

## Osiągnięcia sportowe
Odpadł w półfinale biegu na 100 metrów na mistrzostwach Europy juniorów w 2019 w Borås. Na młodzieżowych mistrzostwach Europy w 2021 w Tallinnie odpadł w eliminacjach biegu na 100 metrów i sztafety 4 × 100 metrów.
Zwyciężył w biegu na 60 metrów na halowych mistrzostwach Europy w 2023 w Stambule, wyprzedzając obrońcę tytułu Marcella Jacobsa z Włoch i Henrika Larssona ze Szwecji.
W 2023 zdobył halowe mistrzostwo Włoch w biegu na 60 metrów.

## Rekordy życiowe
Rekordy życiowe Ceccarellego:
- bieg na 60 metrów (hala) – 6,47 s (4 marca 2023, Stambuł)
- bieg na 100 metrów – 10,13 s (2 czerwca 2023, Florencja oraz 23 czerwca 2023, Chorzów)
- bieg na 200 metrów – 21,60 s (6 maja 2018, Campi Bisenzio)